# 萩原慶太郎
萩原 慶太郎（はぎわら けいたろう）は、TBSラジオの元プロデューサー。音楽番組ディレクター、プロデューサー。月曜から金曜の主にJUNK ZERO、JUNKを中心とした深夜ゾーンを担当していた。

## 人物
- 1995年東北新社入社。SP事業部やインターネット開発部で広告制作・デザインを手がける。2000年にTBSラジオに入社し、インターネットセンターでホームページ編集長として管理業務や放送とネットの融合サービスの開発に従事し、編成部を経て制作センターに異動、2005年ごろからプロデューサーとなる。その後、事業部に異動。2011年からTBSテレビ事業局事業部を兼務。

## エピソード
- 『タンポポ編集部 OH-SO-RO!』のフリーペーパー作成がTBS初仕事。
- 『エレ片のコント太郎』と『スピードワゴンのキャラメル on the beach』の企画コーナー奪取番組対決では審査員を務めた。
- タカアンドトシ（タカトシ）と仲が良く、タカトシの初の単行本ではグラビアにいくつか登場している。
- CDアルバム「みなさんのうた」で音楽プロデューサー兼務。
- 音楽に熱い情熱を持っており、過去自らもディレクターとして選曲していた。また多くのミュージシャンと交流があり、音楽番組『kakiiin』では「カキーンレジェンド」（聖飢魔IIのデーモン閣下や槇原敬之など、80年〜90年代に音楽業界に伝説を作ったミュージシャン達のコーナー）や、新人ミュージシャンのコーナー「カキーンクリエイターズ」などの番組全般の企画を担当し、パーソナリティー駒田健吾によれば、クリスマス特別企画として飛行船で生放送をしながら、音楽をリクエストしたリスナーの家の上まで行く企画や、CMを極力排除の上数時間ノンストップでDJプレイを生放送する企画などAMラジオなどでは比較的過激な企画をしている。

## 担当番組

### 過去
- JUNK
  - 雨上がり決死隊べしゃりブリンッ!（プロデューサー）
- JUNK2
  - タカアンドトシのケチャケチャラジオ（プロデューサー）
  - カンニング竹山 生はダメラジオ（プロデューサー）
  - 波田陽区の中までテキーラ!
  - スピードワゴンのキャラメル on the beach
  - 原口・はなわの角っ歯!
- JUNK ZERO
  - バナナマンのバナナムーン（プロデューサー）
  - ケンドーコバヤシのテメオコ（プロデューサー）
  - エレ片のコント太郎（プロデューサー）
- その他
  - ケンドーコバヤシのキミナグ（プロデューサー）
  - Listen SOUL!（プロデューサー）
- kakiiin（ディレクター→2010年度からプロデューサー）
- はい、槇原です。（プロデューサー）
- サタデー大人天国!_宮川賢のパカパカ行進曲!!（プロデューサー）
- Listen HEART!（プロデューサー）